# Arvi Tuomi
Arvi Tuomi (Helsinki 13 de marzo de 1893 – 13 de enero de 1951) fue un actor y director teatral y cinematlográfico finlandés.

## Biografía
Su nombre completo era Leo Robert Arvid Tuomi, y nació en Helsinki, Finlandia, siendo sus hermanos los también actores Valter Tuomi y Emmi Jurkka. 
Su primer trabajo cinematográfico, Juhla meren rannalla, data de 1929. Su papel más relevante fue el del segundo protagonista masculino en la comedia de Nyrki Tapiovaara Kaksi Vihtoria (1939). En Linnaisten vihreä kamari encarnó al mayordomo Holming, y en ”Minä elän” fue Zacharias Topelius, mismo personaje que interpretó en Ballaadi. Además, en el año 1941 Tuomi fue codirector del largometraje Viimeinen vieras. Otras películas en las que actuó fueron Rikas tyttö (1939), Valkoiset ruusut (1943), Miehen kunnia (1943, junto a su esposa, Santa Tuomi), Neiti Tuittupää (1943), Pikajuna pohjoiseen (1947) y Amor hoi! (1950).
En su faceta teatral, Arvi Tuomi dirigió en Pori el Työväen Teatteri en 1924 y 1925, y entre 1926 y 1938 dirigió en Víborg el Viipurin Työväen Teatteri.
Arvi Tuomi falleció en Helsinki en el año 1951. Él y Santa Tuomi fueron padres del actor Rauli Tuomi y la actriz Liisa Tuomi. 